# Маргарет Бофорт
Ма́ргарет Бофо́рт, графи́ня Річмонду і Де́рбі (англ. Margaret Beaufort, Countess of Richmond and Derby; 31 травня 1441, Замок Блетсо, Бедфордшир — 29 червня 1509, Вестмінстерське абатство, Лондон) — мати короля Англії Генріха VII, одна з ключових фігур війни Червоної та Білої троянд.

## Ранні роки життя
Маргарет народилася 31 травня 1441 або 1443 року в замку Блетсо в Бедфордширі; її батьками були Маргарет Бошан з Блетсо і Джон Бофорт, 1-й герцог Сомерсет. День і місяць народження Маргарет не викликають сумнівів: за її розпорядженням день її народження святкувався у Вестмінстерському абатстві саме 31 травня, при цьому рік народження Бофорт менш визначений. Вільям Дагдейл, англійський антиквар XVII століття, припускав, що Маргарет народилася в 1441 році; це припущення засноване на деяких подіях, що трапилися вже після смерті її батька. Версію Дагдейла підтримує ряд біографів леді Бофорт. Але більш імовірно, що Маргарет народилася в 1443 році, оскільки в травні того року її батько вів переговори з королем про опіку над його новонародженою дитиною в разі смерті Джона під час військової кампанії.
Батько Маргарет був правнуком короля Едуарда III через його третього вцілілого сина Джона Гонта, 1-го герцога Ланкастера. До моменту народження Маргарет Джон Бофорт готувався вирушити у Францію, де повинен був очолити важливу військову кампанію Генріха VI. Перед від'їздом він домовився з королем, що в разі його смерті право опіки над маленькою Маргарет та вибору їй нареченого матиме тільки його дружина.
Після повернення з Франції Сомерсета його стосунки з королем зіпсувалися; Бофорт був віддалений від двору, звинувачений у державній зраді і незабаром помер. Достовірно невідомо, що сталося: французький єпископ-історик Томас Базін вважав, що Джон помер від хвороби, тоді як «Кройлендська хроніка» говорить про суїцид. На момент смерті Сомерсета його дружина була вагітна, але дитина не вижила і Маргарет стала єдиною спадкоємицею великого стану, а всі титули дісталися братові Джона, Едмунду. Через чотири дні після смерті Сомерсета король порушив дану ним обіцянку і віддав Маргарет під опіку Вільяма де Ла Поля, 1-го герцога Саффолка, але з матір'ю дівчинку не розлучили. Хоча Маргарет була єдиною законною дитиною батька, у неї було два брати і п'ять сестер від першого шлюбу матері, яких вона підтримувала після сходження на престол її сина.

## Шлюби

### 1-й шлюб
Першим чоловіком Маргарет став єдиний син її опікуна Вільяма де Ла Поля, Джон. Весілля, ймовірно, відбулося між 28 січня і 7 лютого 1444 року, коли Маргарет було близько 1 року (або не більше 3 років). Також існує припущення, що шлюб був укладений в січні 1450 року вже після арешту Саффолка, який таким чином хотів забезпечити майбутнє сина. Це припущення підтверджується і тим фактом, що папський дозвіл на шлюб, необхідний через близьке споріднення подружжя, було отримано лише 18 серпня 1450 року.
У 1453 році шлюб був анульований і король передав Маргарет під опіку своїх єдиноутробних братів Джаспера і Едмунда Тюдорів. Сама Маргарет ніколи не визнавала цього шлюбу і з її волі з 1472 року її першим чоловіком значився Едмунд Тюдор. За канонічним правом Маргарет не була пов'язана шлюбним договором, оскільки шлюб був укладений до досягнення нареченою 12-річного віку.

### 2-й шлюб
Ще до анулювання першого шлюбу Маргарет, король Генріх VI обрав дівчинку в якості нареченої Едмунда Тюдора, 1-го графа Річмонда. Едмунд був старшим сином матері короля Катерини Валуа від таємного шлюбу з Оуеном Тюдором.
Шлюб Маргарет з Едмундом був укладений 1 листопада 1455 року; Маргарет до того моменту було 12-14 років, Едмунду — 24 роки. Щойно вибухнула Війна Червоної і Білої троянди; Едмунд належав до дому Ланкастерів і був узятий в полон Йорками менш, ніж через рік. Він помер у полоні від чуми в Кармартені в листопаді 1456 року, залишивши Маргарет молодою вдовою на сьомому місяці вагітності. Будучи переданою на піклування іншого Тюдора, Джаспера, в замку Пембрук 28 січня 1457 року Маргарет народила сина Генрі. Пологи були особливо складними; через юний вік і статуру Маргарет і мати і дитина були близькі до смерті. Ці пологи стали першими і останніми в житті Маргарет.
Маргарет разом з сином залишалася в Пембруці до 1461 року, коли, завдяки тріумфу Йорків, замок перейшов у володіння лорда Герберта Раглана. З двох років Генрі жив із родичами батька в Уельсі, а з чотирнадцяти — у засланні у Франції. У цей період спілкування Маргарет з сином обмежувалося листами і кількома візитами.
Маргарет завжди поважала ім'я та пам'ять Едмунда як батька своєї єдиної дитини. У 1472 році, через шістнадцять років після смерті Тюдора, Маргарет побажала після власної смерті бути похованою поруч з ним, хоча найбільш близькі і довгі стосунки у неї склалися з третім чоловіком, померлим у 1471 році.

### 3-й шлюб
3 січня 1458 року чоловіком Маргарет став сер Генрі Стаффорд, другий син Хамфрі Стаффорда, 1-го герцога Бекінгема, і, як і Маргарет, нащадок Едуарда III. Наречений знову був старшим за наречену в два рази: Маргарет було близько 14-16 років, Генрі — трохи за тридцять. Дозвіл на шлюб було отримано 6 квітня 1457 року. Під час шлюбу між Маргарет і Стаффордом склалися досить тривалі і дружні відносини. Хоча пара отримувала з земель Бекінгема дохід у 400 марок, як і раніше, основним джерелом утримання сім'ї залишалися володіння Маргарет. Генрі Стаффорд спочатку був прихильником Ланкастерів, але пізніше отримав прощення нового короля і приєднався до Йорків. Борючись за Йорків в битві під Барнетом у 1471 році Стаффорд отримав смертельні поранення і незабаром помер. Маргарет знову стала вдовою, коли їй було трохи менше тридцяти років.

### 4-й шлюб
На початку червня 1472 року Маргарет стала дружиною Томаса Стенлі, 1-го графа Дербі, Лорда Верховного констебля Англії і короля острова Мен. Шлюб був фіктивним і ґрунтувалося на політичних мотивах Маргарет, яка, як вважають більш пізні історики, ніколи не вважала себе членкинею родини Стенлі. Союз зі Стенлі дозволив Маргарет повернутися до двору, де королева Єлизавета вибрала її в якості хрещеної матері однієї зі своїх дочок.
Незабаром після смерті короля Едуарда й коронації Річарда Глостера, Маргарет знову опинилася при дворі, але вже в якості фрейліни королеви Анни. Бофорт брала безпосередню участь у коронації Річарда й Анни, зокрема вона несла шлейф нової королеви. Під час служіння новому королю й королеві Маргарет організувала змову разом з королевою-вдовою Єлизаветою Вудвіл і майже напевно брала участь у повстанні Бекінгема. Річард III прийняв акт парламенту, що позбавляв Маргарет всіх титулів і майна, хоча він не наважився повністю відібрати всі цивільні і майнові права, а лише передав майно Маргарет її чоловікові. Як тільки пішли чутки, що сини Вудвіл, принци в Тауері, були вбиті, було прийнято рішення заручити сина Маргарет, Генрі, зі старшою дочкою Єлизавети Вудвіл та Едуарда IV, Єлизаветою Йоркською. Цей шлюбний союз повинен був залучити підтримку як Ланкастерів, так і Йорків.
У 1485 році син Маргарет висадився в Уельсі. Томас Стенлі, який раніше боровся за Річарда III, цього разу не з'явився на поклик короля для участі в битві при Босворті, незважаючи на те, що у Річарда III в заручниках перебував старший син Томаса, Джордж. Вже після битви саме Томас Стенлі поклав корону на голову пасинка, котрий згодом подарував вітчиму титул графа Дербі. Леді Маргарет стала іменуватися графиня Річмонд і Дербі, хоча сама графиня воліла титулуватися за другим чоловіком.
У більш пізній період шлюбу Маргарет воліла жити окремо від чоловіка. У 1499 році з дозволу чоловіка Маргарет прийняла обітницю цнотливості в присутності Річарда Фіцджеймса, єпископа Лондонського. Прийняття Маргарет такої обітниці в шлюбі було незвичайним, але не єдиним: близько 1413 року Марджері Кемпе також дала обітницю цноти, будучи одруженою. Леді Маргарет залишила чоловіка і переїхала жити до Коллівестона. Стенлі регулярно відвідував дружину, яка облаштувала для нього кімнати в своєму будинку. Маргарет дала повторну обітницю в 1504 році після смерті чоловіка.

## Мати короля

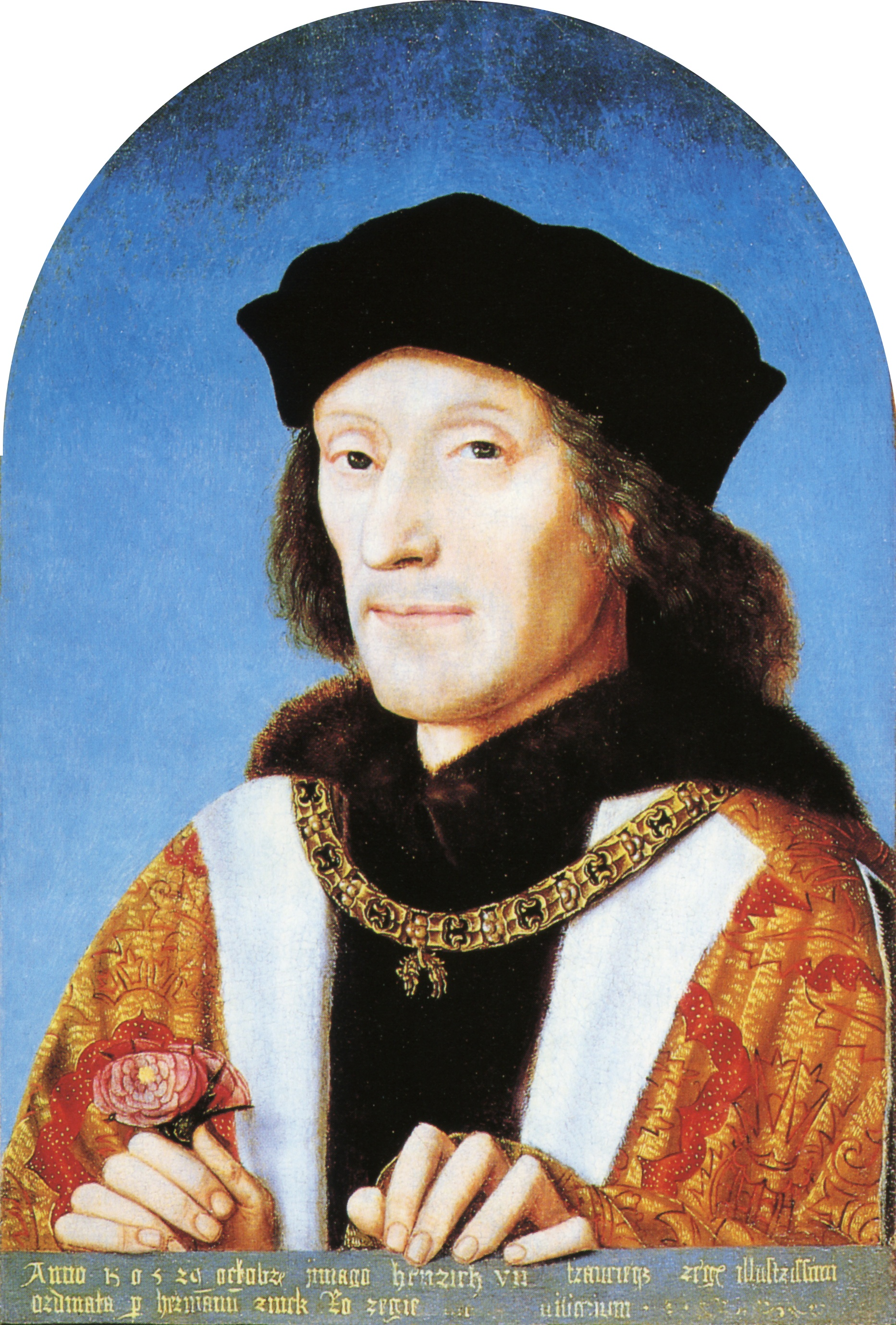
Король Генріх VII, єдина дитина Маргарет

Після битви при Босворті син Маргарет отримав корону, тож леді Маргарет при дворі стала називатися Міледі мати Короля. Тепер вона отримала правову і соціальну незалежність, яку жодна інша одружена жінка мати не могла. На першому ж засіданні парламенту Генріх VII визнав право Маргарет на володіння власністю незалежно від чоловіка, як ніби вона неодружена. На кінець правління сина Маргарет очолила комісію правосуддя на півночі Англії.
Генріх виконав умови договору і одружився з Єлизаветою Йоркською. Бофорт неохоче прийняла нижчий статус, ніж у королеви-вдови Єлизавети або своєї невістки, королеви-консорта Єлизавети. Вона носила одяг тієї ж якості, що і нова королева, і завжди йшла, відставши лише на півкроку позаду неї. Незважаючи на гармонійний тандем, створений Маргарет і Єлизаветою Йоркською заради Генріха VII, Єлизавета не любила свою владну й амбітну свекруху. Сама ж Маргарет не могла забути про походження невістки. Попри це Маргарет не могла суперечити проти волі невістки; як королева, Єлизавета — за правом народження і через шлюб з королем — перевершувала Маргарет.
Починаючи з 1460-х і впродовж багатьох років, Маргарет підписувалася як М. Річмонд (англ. M. Richmond). У 1499 році вона змінила підпис на Margaret R., ймовірно, щоб довести свою королівську владу (R означало або regina — королева латиною, або ж Річмонд). Крім того, документи і листи Маргарет містили тюдорівську корону і підпис мати Генріха VII, короля Англії і Ірландії (лат. et mater Henrici septimi regis Angliæ et Hiberniæ).
Багато хто з істориків вважає, що королева-вдова Єлизавета Вудвіл залишила двір у 1487 році частково за бажанням Маргарет, хоча це викликає деякі сумніви. Графиня була відома своєю освіченістю й релігійністю. Генріх усім серцем був відданий матері, завдяки чому Маргарет мала величезний вплив на короля. Генріх помер 21 квітня 1509 року, призначивши мати головною виконавицею своєї волі. Саме Маргарет організовувала похорон сина та коронацію онука. На похоронах Маргарет очолила процесію, таким чином ставши головною жінкою королівської сім'ї.

## Смерть

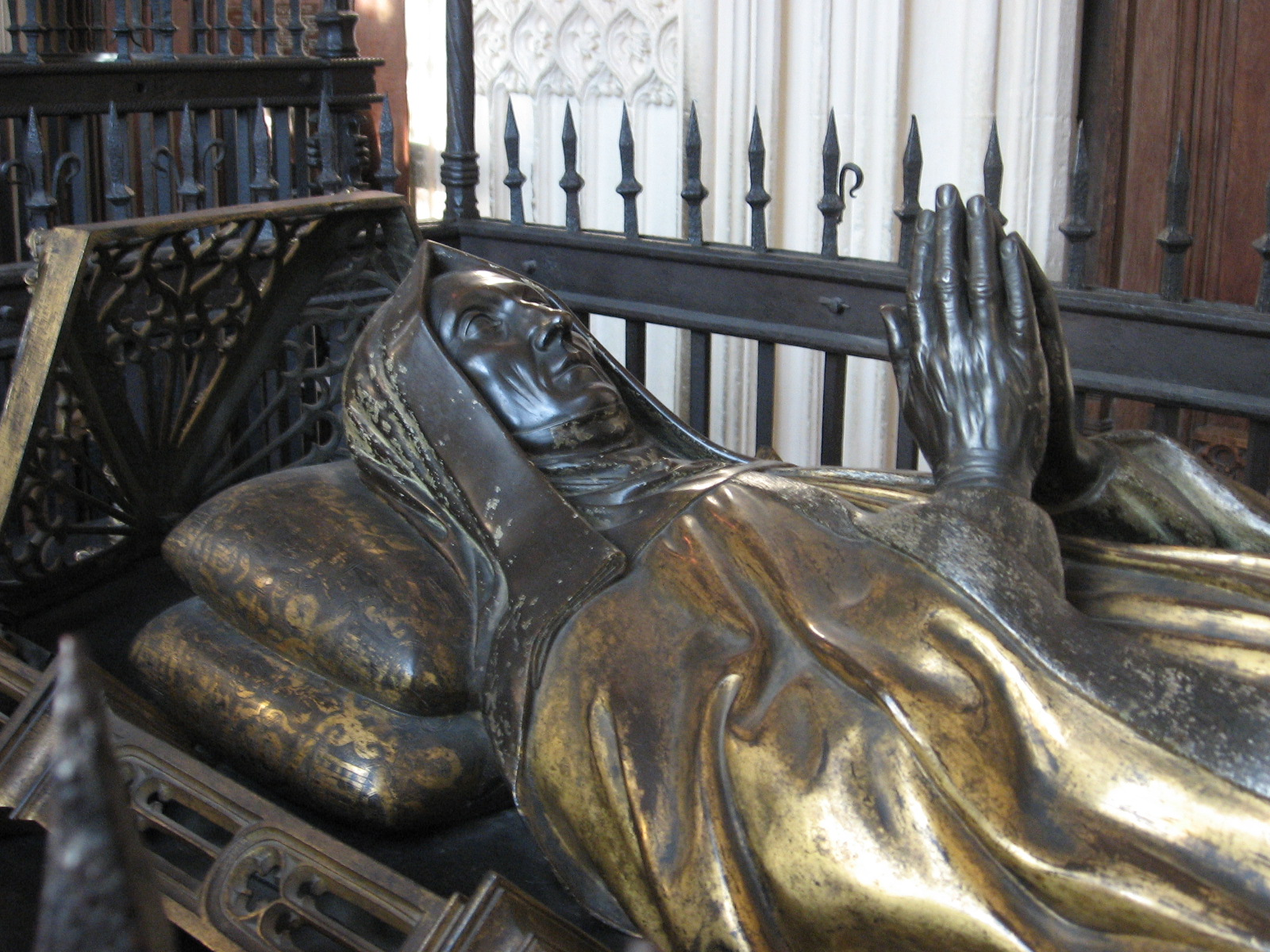
Могила леді Маргарет

Леді Маргарет померла 29 червня 1509 року в деканаті Вестмінстерського абатства, трохи більше, ніж через два місяці після смерті Генріха VII; це був день, наступний за днем вісімнадцятиріччя її онука. Незважаючи на бажання спочивати поруч з Едмундом Тюдором, Маргарет була похована в капелі Генріха VII  у чорній мармуровій гробниці з бронзовою позолоченою ефігією й пологом. Нині могила Маргарет Бофорт знаходиться між пізнішими похованнями Вільгельма та Марії і Марії Стюарт.

## Спадщина
В 1497 році Маргарет оголосила про свій намір побудувати безкоштовну школу для широких мас у Вімборні, Дорсет. Вімборнська гімназія відкрила свої двері в 1509 році, в рік смерті Маргарет.
В 1502 році леді Маргарет заснувала іменну професуру в Кембриджському університеті. Також існує однойменна професура в Оксфордському університеті.

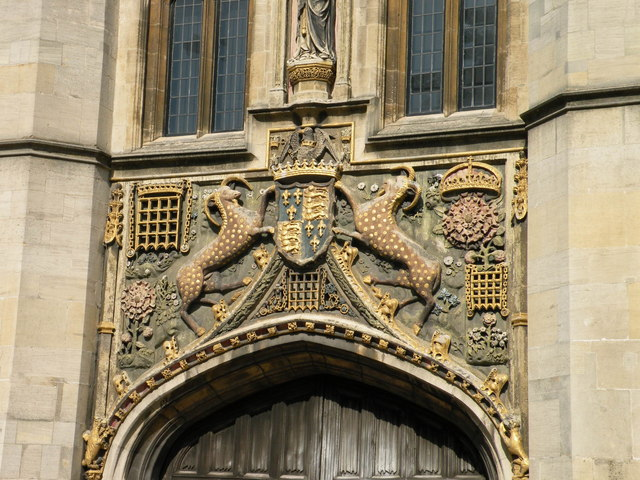
Герб Кембріджа

У 1505 році Маргарет знову відкрила і доповнила Божий дім в Кембриджі в якості Коледжу Христа з королівською хартією від короля. Маргарет з тих пір шанували як засновницю коледжу. Копія її підпису вирізана на одному з будинків на території коледжу. В 1511 році за пропозицією (чи наказом) Маргарет або її капелана Джона Фішера був відкритий Сент-Джон-коледж на території одного з маєтків Маргарет. Землі Маргарет, розташовані у Ґріт-Бредлі, Саффолк, за заповітом були передані коледжу. її портрет висить у великих залах обох коледжів поруч з портретом Джона Фішера. Герб обох коледжів включає в себе герб Маргарет і її девіз. Крім того, різні товариства, в тому числі Товариство леді Маргарет і Клуб Бофорт у коледжі Христа і Човновий клуб леді Маргарет в Сент-Джон-коледжі, названі на її честь.
Коледж Леді Маргарет, перший жіночий коледж в Оксфордському університеті, був названий на честь Маргарет.
Маргарет фінансувала Церкву всіх Святих у Мартоці і будівництво церковної вежі.
Середня школа Маргарет Бофорт в Райзлі, Бедфордшир, названа на честь Маргарет.

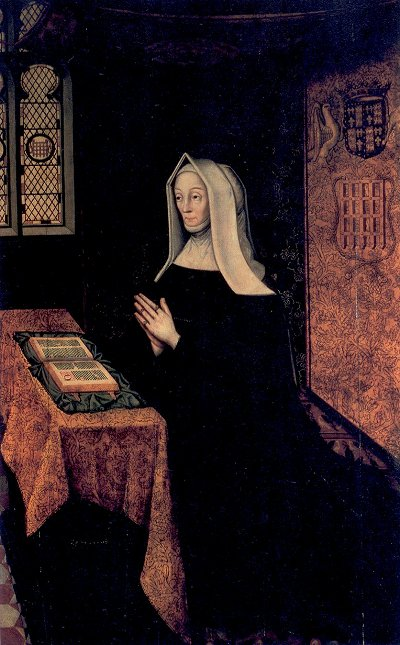
Леді Маргарет Бофорт в молитві, 1598 рік

## Портрети
Жодного прижиттєвого портрета леді Маргарет не збереглося. Усі відомі портрети написані в однаковій манері та зображують графиню в її пізні роки, одягнену в білий гострий головний убір, у позі релігійного споглядання. Більшість з цих портретів були створені під час правління Генріха VIII і Єлизавети I як символ відданості режиму Тюдорів. Вони можуть бути засновані на втраченому оригіналі або ж були похідними скульптури П'єтро Торріджано, встановленої на могилі Маргарет у Вестмінстерському абатстві. Торріджано, який ймовірно прибув в Англію в 1509 році, було доручено створити скульптуру наступного року.
Одним з варіантів портрета, відмінним від інших, є портрет леді Маргарет кисті Ровленда Локі, що зображає графиню в багато мебльованому потаємному кабінеті позаду покоїв Маргарет. Простий стіл, перед яким вона схилила коліна, задрапірований текстилем з дорогим орнаментом і так щільно розшитий узором, що кути тканини нерухомі. Її щедро ілюмінований часослов розкритий перед нею, а його захисна тканина (т. зв. «сорочка» палітурки) розкладена навколо нього. На стінах зображений візерунок з дубового листя, можливо в ромбах, можливо штамповані або частково з позолоченої шкіри. На стіні висить полог із зображенням володінь леді Маргарет з тюдоріввською трояндою в центрі. Трохи вище розташований герб Маргарет з короною Тюдорів. Невеликі вітражі в стрілчастому вікні з освинцьованою палітуркою також відображають герб Англії і герб Бофорта.

## Родинне дерево
Предки Маргарет Бофорт:
|  |                                         |  |  |  |  |  |  |  |  |  |  |  |  |  |  |  |
|  | 8. Джон Гентський, 1-й герцог Ланкастер |  |  |  |  |  |  |  |  |  |  |  |  |  |  |  |
|  |                                         |  |  |  |  |  |  |  |  |  |  |  |  |  |  |  |
|  |                                         |  |  |  |  |  |  |  |  |  |  |  |  |  |  |  |
|  | 4. Джон Бофорт, 1-й граф Сомерсет       |  |  |  |  |  |  |  |  |  |  |  |  |  |  |  |
|  |                                         |  |  |  |  |  |  |  |  |  |  |  |  |  |  |  |
|  |                                         |  |  |  |  |  |  |  |  |  |  |  |  |  |  |  |
|  | 9. Кетрін Ро                            |  |  |  |  |  |  |  |  |  |  |  |  |  |  |  |
|  |                                         |  |  |  |  |  |  |  |  |  |  |  |  |  |  |  |
|  |                                         |  |  |  |  |  |  |  |  |  |  |  |  |  |  |  |
|  | 2. Джон Бофорт, 1-й герцог Сомерсет     |  |  |  |  |  |  |  |  |  |  |  |  |  |  |  |
|  |                                         |  |  |  |  |  |  |  |  |  |  |  |  |  |  |  |
|  |                                         |  |  |  |  |  |  |  |  |  |  |  |  |  |  |  |
|  | 10. Томас Голланд, 2-й граф Кент        |  |  |  |  |  |  |  |  |  |  |  |  |  |  |  |
|  |                                         |  |  |  |  |  |  |  |  |  |  |  |  |  |  |  |
|  |                                         |  |  |  |  |  |  |  |  |  |  |  |  |  |  |  |
|  | 5. Маргарет Голланд                     |  |  |  |  |  |  |  |  |  |  |  |  |  |  |  |
|  |                                         |  |  |  |  |  |  |  |  |  |  |  |  |  |  |  |
|  |                                         |  |  |  |  |  |  |  |  |  |  |  |  |  |  |  |
|  | 11. Еліс Фіцалан                        |  |  |  |  |  |  |  |  |  |  |  |  |  |  |  |
|  |                                         |  |  |  |  |  |  |  |  |  |  |  |  |  |  |  |
|  |                                         |  |  |  |  |  |  |  |  |  |  |  |  |  |  |  |
|  | 1. Леді Маргарет Бофорт                 |  |  |  |  |  |  |  |  |  |  |  |  |  |  |  |
|  |                                         |  |  |  |  |  |  |  |  |  |  |  |  |  |  |  |
|  |                                         |  |  |  |  |  |  |  |  |  |  |  |  |  |  |  |
|  | 12. Сер Роджер Бошан                    |  |  |  |  |  |  |  |  |  |  |  |  |  |  |  |
|  |                                         |  |  |  |  |  |  |  |  |  |  |  |  |  |  |  |
|  |                                         |  |  |  |  |  |  |  |  |  |  |  |  |  |  |  |
|  | 6. Джон Бошан                           |  |  |  |  |  |  |  |  |  |  |  |  |  |  |  |
|  |                                         |  |  |  |  |  |  |  |  |  |  |  |  |  |  |  |
|  |                                         |  |  |  |  |  |  |  |  |  |  |  |  |  |  |  |
|  | 13. Мері                                |  |  |  |  |  |  |  |  |  |  |  |  |  |  |  |
|  |                                         |  |  |  |  |  |  |  |  |  |  |  |  |  |  |  |
|  |                                         |  |  |  |  |  |  |  |  |  |  |  |  |  |  |  |
|  | 3. Маргарет Бошан                       |  |  |  |  |  |  |  |  |  |  |  |  |  |  |  |
|  |                                         |  |  |  |  |  |  |  |  |  |  |  |  |  |  |  |
|  |                                         |  |  |  |  |  |  |  |  |  |  |  |  |  |  |  |
|  | 14. Джон Стуртон                        |  |  |  |  |  |  |  |  |  |  |  |  |  |  |  |
|  |                                         |  |  |  |  |  |  |  |  |  |  |  |  |  |  |  |
|  |                                         |  |  |  |  |  |  |  |  |  |  |  |  |  |  |  |
|  | 7. Ідіт Стуртон                         |  |  |  |  |  |  |  |  |  |  |  |  |  |  |  |
|  |                                         |  |  |  |  |  |  |  |  |  |  |  |  |  |  |  |
|  |                                         |  |  |  |  |  |  |  |  |  |  |  |  |  |  |  |

## У культурі

### У літературі
У романах Бетті Кінг Леді Маргарет (1965) і Мати короля (1969) розповідається про шлюб Маргарет з Едмундом Тюдором і подальше вдівство. Роман Айріс Гауер Дитя Долі (1999) повідомляє про час, коли Маргарет, напередодні Війни Троянд, змушена на довгі роки розлучитися з сином. Також Маргарет є одним з ключових персонажів ряду романів Філіппи Грегорі: серії «Війна кузенів» («Біла королева», «Червона королева», «Дочка творця королів» і «Біла принцеса»).

### Кіно і телебачення
Персонаж леді Маргарет, зображений Меріголд Шерман, присутній у восьми епізодах міні-серіалу каналу Бі-бі-сі «Тінь Тауера», де Бофорт зображена жінкою з надмірними амбіціями і благочестям, безжальною до тих, хто стоїть на шляху династії Тюдорів.
Channel 4 і RDF Media спродюсували в 2005 році для британського телебачення драму про Перкина Ворбека «Принци в Тауері». Роль леді Маргарет зіграла Саллі Едвардс. Тут Маргарет являє собою силу, що стоїть за троном, загартовану жінку, фанатично віддану Богу і самій собі. Її зображують жертвою насильства влади і чоловіків, які були протягом життя поруч з нею, що зробило її саму такою ж безжальною та бездушною, як і все навколо.
В екранізації романів Філіппи Грегорі «Біла королева» роль леді Маргарет зіграла Аманда Гейл.